# Saint-Fort
Saint-Fort era una comuna francesa que estaba situada en el departamento de Mayenne, de la región de Países del Loira que el 1 de enero de 2019 pasó a formar parte de la comuna nueva de Château-Gontier-sur-Mayenne como comuna delegada.

## Historia
En 1813 recibe de Château-Gontier el territorio de la antigua comuna de Saint-Rémy.

## Demografía
| Gráfica de evolución demográfica de Saint-Fort entre 1800 y 2021 |
|                                                                  |

Los datos demográficos contemplados en este gráfico de la comuna de Saint-Fort se han cogido de 1800 a 1999 de la página francesa EHESS/Cassini, y los demás datos de la página del INSEE.